# Pip og den store vide verden
Pip og den store vide verden (Peep and the Big Wide World) er en amerikansk-canadiske tv-serie produceret for tv-kanalen Discovery Kids og TVOKids af Kaj Pindal.
Hver episode består af to 9-minutters historier, som er animerede segmenter, og to 2-minutters live action-segmenter, hvor børn udforsker og demonstrerer det samme emne, der præsenteres i det animerede segment.